# Павловичі (Сокальський район)
Павловичі — колишнє село в Сокальському районі Львівської області України. Сьогодні територія колишнього села входить до складу села Нісмичі Шептицького району Львівської області.

## Положення
Лежало на лівому березі річки Варяжанки на історичній Холмщині, на межі з Галичиною, за 13 км на захід від Сокаля та за 4 км на північ від Варяжа. Відстань до Грубешева становила ~36 км, до Холма — ~75 км, до Любліна — ~166 км. Поряд розташовувалися села Гонятин, Угринів, Нісмичі, Ниновичі та Корків.

## Історія
Ймовірно село виникло у першій половині XVI століття. За народними переказами, близько 1585 року в селі зведено дерев'яну унійну церкву. У 1629 році Павловичі спилили татари, з 23 хат уціліло лише 4. За даними Івана Крип'якевича, вперше церква в селі згадується 1690 року. 1764 року зведено нову церкву.

### У складі Російської імперії
У 1827 році в селі був 31 будинок і 209 жителів. У часи входження до складу Російської імперії село належало до гміни Долобичів спочатку Томашівського, а потім Грубешівського повіту Люблінської губернії. У часи скасування кріпацтва в 1861 році в селі було 30 хат. За даними етнографічної експедиції 1869—1870 років під керівництвом Павла Чубинського, у селі переважно проживали греко-католики, усе населення розмовляло українською мовою. У 1877 році кількість дворів становила 34. Близько 1886 року в селі налічувалося 32 доми та 284 мешканців (з них 11 римо-католиків, які належали до парафії в Ощеві). Діяла парафіяльна дерев'яна церква, яка після скасування греко-католицької церкви стала діяти як православна. Місцеве населення займалося землеробством.

### У міжвоєнній Польщі

Селяни села Павловичі моляться на руїнах церкви, 1929 рік

У 1920 році польська влада закрила та опечатала православну церкву в Павловичах. Тому православним мешканцям доводилося проводити богослужіння надворі під стінами церкви. Станом на 1921 рік село Павловичі належало до гміни Долобичів Грубешівського повіту Люблінського воєводства міжвоєнної Польщі. За офіційним переписом населення Польщі 10 вересня 1921 року в селі Павловичі налічувалося 51 будинок та 268 мешканців (138 чоловіків та 130 жінок), розподіл за релігією: 250 православних, 17 римо-католиків і 1 греко-католик; розподіл за національністю: 188 українців і 80 поляків. У 1920-х роках у селі діяв гурток українського товариства «Рідна Хата».
29 липня 1929 року поляки зі сусідніх сіл за підтримки жандармів і за наказом польської влади в рамках великої акції руйнування українських храмів на Холмщині і Підляшші знищила місцеву православну дерев'яну церкву. Церкві, за переказами, було 345 років, що робило її однією з найстаріших, яка збереглася до того часу на Холмщині. Місцеві мешканці звернулися за допомогою до українського посла до Сейму від УНДО Володимира Кохана, який 3 серпня відвідав село, з'ясував обставини події та надіслав звернення до міністра внутрішніх справ Польщі Феліціяна Славоя Складковського, а посли Українського Соймового Клюбу Сергій Хруцький і Володимир Целевич порушували питання знищення церкви з польським віцеміністром віросповідань та освіти Червінським. Однак опісля цього польська поліція провела в селі масові арешти українців, а прокуратура завела карну справу проти посла Кохана за звинуваченнями в неповазі до влади, висловленій ним на вічі під час відвідин села, проте зрештою суд виніс рішення про недоведеність вини обвинуваченого.

### Друга світова війна
Перед Другою світовою війною у селі налічувалося 60 дворів і 284 мешканців, діяла початкова школа та кооператива. Після поразки Польщі у вересні 1939 року і включення Павловичів до складу Генеральної губернії Німеччини відродилася українська діяльність. У початковій школі та кооперативі впроваджено українське керівництво, діяв український аматорський театральний гурток та хор. За німецької окупації у 1939—1944 роках входило до громади Долобичів крайсгауптманшафту Грубешів Люблінського дистрикту Генеральної губернії. Весною 1940 року на третій день Великодня висвячено новозбудовану дерев'яну православну церкву. Під час Другої світової війни деякі мешканці села долучились до українського визвольного руху, у районі села діяли відділи УПА. 6 вересня 1942 року поляки з Армії Крайової закатували в селі 4 українців. Чисельність населення за переписом 1943 року становило 267 осіб. Село було повністю зруйноване під час війни. Для боротьби з українськими підпільниками, у районі Павловичів була організована діяльність груп НКВД. На території колишнього села є могили полеглих воїнів УПА.

### Післявоєнний час
Після Другої світової війни село залишилося у складі Польщі. У червні 1946 року через залякування і терор, які чинили загони Війська Польського, більшість місцевого українське населення Павловичів була змушена виїхати у Львівську та Волинську області УРСР. За звітом українського підпілля, залишилися лише 4 українські родини, яким вдалося переховуватися від депортації. 6-15 липня 1947 року під час операції «Вісла» польська армія виселила з Павловичів на приєднані до Польщі північно-західні терени ще 29 українців. У селі залишилося 9 поляків.
За радянсько-польським обміном територіями 15 лютого 1951 року село передане до Сокальського району Львівської області УРСР, а частину польського населення переселено до Нижньо-Устрицького району, включеного до складу ПНР. В адміністративно-територіальному устрої Сокальського району станом на 1972 рік населений пункт з такою назвою відсутній. Територія колишнього села увійшла до складу села Нісмичі. У деяких уцілілих хатах проживали радянські прикордонники.

## Особистості

### Народилися
- Василь Головач (1924—1987) — український радянський біохімік[21].
- Панько Незабудько (1919—2001) — український гуморист, сатирик, фейлетоніст.